# Пол, Питер
Питер Пол (англ. Peter Paul; род. 8 марта 1957, Хартфорд) — американский актёр, спортсмен, музыкант.

## Биография
Питер Пол родился 8 марта 1957 года в городе Хартфорд, штат Коннектикут, США. Брат-близнец Дэвида Пола. С юности занимается культуризмом. В 1988 году был номинирован на премию «Золотая малина» в категории «Наихудшая новая звезда» за фильм «Варвары». Вместе с братом стал широко известен после съёмок в фильме «Няньки».
В 2005 году Питер был ведущим американского телешоу. В 2013 году вместе с братом снялся в фильме «Таверна на углу Фэйт-стрит».

## Фильмография
| Год  |   | Русское название           | Оригинальное название      | Роль           |
| ---- | - | -------------------------- | -------------------------- | -------------- |
| 1983 | ф | Вашингтонское такси        | D.C. Cab                   | Бадди          |
| 1984 | с | Рыцарь дорог               | Knight Rider               | Турк           |
| 1984 | ф | Парень из «Фламинго»       | The Flamingo Kid           | Дирк           |
| 1987 | ф | Варвары                    | The Barbarians             | Катчек         |
| 1989 | ф | Грабители с большой дороги | The Road Raiders           | Блю            |
| 1989 | ф | Думай по-крупному          | Think Big                  | Рэйф           |
| 1989 | ф | Призрак Голливуда          | Ghost Writer               | Тони           |
| 1992 | ф | Двойные неприятности       | Double Trouble             | Питер Джейд    |
| 1994 | ф | Прирождённые убийцы        | Natural Born Killers       | Хан            |
| 1994 | ф | Няньки                     | Twin Sitters               | Питер Фальконе |
| 2005 | ф | Бездушный                  | Souled Out                 | Дориан/Дьявол  |
| 2005 | ф | Белая лошадь мертва        | The White Horse Is Dead    | читатель       |
| 2013 | ф | Таверна на углу Фэйт-стрит | Faith Street Corner Tavern | Питер Пэлпин   |